# اريك ميكا
اريك ميكا (5 يناير 1995 في الولايات المتحدة - ) (بالإنجليزية: Eric Mika)‏ هو لاعب كرة سلة أمريكي في مركز الوسط. لعب مع BYU Cougars men's basketball ‏.

## وصلات خارجية
- اريك ميكا على موقع الدوري الأوروبي لكرة السلة (الإنجليزية)
- اريك ميكا على موقع إن بي أي (الإنجليزية)
- اريك ميكا على موقع سبورتس رفرنس (الإنجليزية)
- اريك ميكا على موقع كرة السلة الأوروبية.كوم (الإنجليزية)
- اريك ميكا على موقع إي إس بي إن.كوم (الإنجليزية)
- اريك ميكا على موقع كلية كرة السلة في سبورتس رفرنس.كوم (الإنجليزية)
- اريك ميكا على موقع ريلجم (الإنجليزية)
- اريك ميكا على موقع بروبوليرز (الإنجليزية)
- اريك ميكا على موقع سبورتس رفرنس (الإنجليزية)
- اريك ميكا على موقع سبورتس رفرنس (الإنجليزية)